# Tommi Grönlund
Tommi Grönlund (Helsinki, 9 dicembre 1969) è un ex calciatore finlandese, di ruolo centrocampista.

## Palmarès

### Club

#### Competizioni nazionali
- Campionato finlandese: 1

HJK Helsinki: 1992
- Coppa di Finlandia: 2

HJK Helsinki: 1993, 1996